# Doli (prénom)
Doli est un prénom féminin.

## Sens et origine du prénom
- Prénom féminin d'origine nord-amérindienne[1] du peuple Navajo.
- Prénom qui signifie "oiseau bleu".
- équivalent du prénom "Dolly".

## Prénom de personnes célèbres et fréquence
- Doli - personnage de fiction dans les séries fantastiques de Lloyd Alexander : The Chronicles of Prydain.
- Prénom très peu usité aux États-Unis[2].
- Prénom qui semble-t-il n'a jamais été donné en France[3].